# NGC 2540
NGC 2540 je galaksija u zviježđu Raku.

## Vanjske poveznice
- SEDS: NGC 2540